# Condado de San Clemente
El condado de San Clemente es un título nobiliario español, creado por el rey Felipe IV, el 25 de marzo de 1640, a favor de Juan Marín de Villanueva, señor de la Pardina de San Clemente en Aragón.

## Condes de San Clemente
|                        | Titular                                                    |                        |
| Creación por Felipe IV | Creación por Felipe IV                                     | Creación por Felipe IV |
| ---------------------- | ---------------------------------------------------------- | ---------------------- |
| I                      | Juan Marín de Villanueva                                   | 1640-¿?                |
| II                     | Miguel Marín de Villanueva y Palafox                       | ¿?-1684                |
| III                    | Elena Marín de Villanueva                                  | 1684-¿?                |
| IV                     | María Magdalena Fernández de Heredia y Marín de Villanueva | ¿?-1737                |
| V                      | Ana María de Eguaras y Fernández de Heredia                | 1737-1752              |
| VI                     | María Joaquina Fernández de Heredia y Zapata de Calatayud  | 1752-1775              |
| VII                    | José Antonio de la Cerda y Marín de Resende                | 1775-¿?                |
| VIII                   | Pedro María Jordán de Urriés y Fuenbuena                   | ¿?-1810                |
| IX                     | Pedro Ignacio Jordán de Urríes Palafox y Fuenbuena         | 1810-1842              |
| X                      | Juan Nepomuceno Jordán de Urríes y Salcedo                 | 1842-1863              |
| XI                     | Juan María Nepomuceno Jordán de Urríes y Ruiz de Arana     | 1863-1908              |
| XII                    | Ramón Jordán de Urríes y Ulloa                             | 1910-1961              |
| XIII                   | Jacobo Jordán de Urríes y Vieira de Magalhães              | 1961-1963              |
| XIV                    | María Margarida Jordán de Urríes y Castelo-Branco          | 1963-1994              |
| XV                     | Juan Álvaro Cubillo y Jordán de Urríes                     | 1994-actual titular    |

## Historia de los condes de San Clemente
- Juan Marín de Villanueva, I conde de San Clemente y diputado por el Reino de Aragón.[2]

Casó con Mariana Palafox. Sucedió su hijo:
- Miguel Marín de Villanueva y Palafox (m. 1684), II conde de San Clemente[4], caballero de la Orden de Alcántara desde 1643, diputado por el Reino de Aragón, bibliófilo y coleccionista de arte.[2]

Casó, en 1642, con Guiomar Fernández de Híjar, hija de Alonso Fernández de Híjar, de la casa de los condes de Belchite, y de su esposa Beatriz Ximeno de Lobera y Carnicer, hija de Andrés Ximeno de Lobera y Martínez y de Catalina Carnicer. Sucedió su hija:
- Elena Marín de Villanueva (m. 23 de abril de 1758[6]), III condesa de San Clemente.[4]

Casó, el 2 de octubre de 1680, con Alonso Fernández de Heredia Ximénez Cerdán (m. 19 de noviembre de 1706), III conde de Contamina, III marqués de Bárboles y X señor de la baronía de Sigüés y Rasal. Sucedió su hija:
- María Magdalena Fernández de Heredia y Marín de Villanueva (14 de agosto de 1681-29 de diciembre de 1737),[7] IV condesa de San Clemente,[8] IV condesa de Contamina,[8] IV marquesa de Barboles,[6] y XI señora de la baronía de Sigüés y Rasal.[9]

Casó, en la iglesia de San Gil Abad, Zaragoza el 17 de febrero de 1693, con su primo segundo, Dionisio Eguaras y Fernández de Hijar (1668-1728), II marqués de Eguaras, señor de Barillas y de la casa-torre y Palacio de Eguarás. Sucedió su hija:
- Ana María de Eguaras y Fernández de Heredia (m. 1752[10]), V condesa de San Clemente,[8] V condesa de Contamina y III marquesa de Eguaras.

Casó con Diego José Fernández de Liñán de Heredia, V marqués de Bárboles. Sucedió su nieta, hija de su hijo Dionisio María Fernández de Liñán de Heredia y Eguaras, IV marqués de Eguaras, y de su esposa, Vicenta Zapata de Calatayud Ferrer y Proxita:
- María Joaquina Fernández de Heredia y Zapata de Calatayud (baut. iglesia de San Gil Abad, Zaragoza, el 21 de marzo de 1738-Aranjuez, 21 de junio de 1775), VI condesa de San Clemente,[8] VI condesa de Contamina, V marquesa de Eguaras, VI marquesa de Bárboles y VII vizcondesa de Mendinueta.[8]

Casó en primeras nupcias, siendo su segunda esposa, con Francisco Antonio Fernández de Híjar Zapata de Calatayud (m. 1754), XI duque de Lécera, grande de España. Contrajo un segundo matrimonio con Juan Antonio de Lanuza y Boixadors (m. 1769), VI conde de Plasencia de Jalón.  Casó en terceras nupcias, siendo su segunda esposa, con Fausto Francisco de Palafox , VII marqués de Ariza, grande de España. Sin descendencia de ninguno de sus matrimonios, sucedió su sobrino, hijo de José María de la Cerda y Cernesio, V conde de Parcent, grande de España, y de su esposa, María del Carmen Antonia Marín de Resende y Fernández de Heredia, V condesa de Bureta:
- José Antonio de la Cerda y Marín de Resende (Valencia, 29 de abril de 1771-Valencia, 26 de julio de 1825), VII conde de San Clemente (título que perdió por sentencia),[12] VII conde de Contamina,[12] VI conde de Parcent, grande de España,[11] VII marqués de Bárboles, VI marqués de Eguaras, VI conde del Villar, IX vizconde de Mendinueta y XV señor de la baronía de Sigüés y Rasal.[9]

Contrajo matrimonio, el 28 de diciembre de 1793, con María Ramona de Palafox Portocarrero (m. 1823), hija de Felipe Antonio José de Palafox Centurión Croy D'Havrè y Lacarra, y de María Francisca de Guzmán Portocarrero, VI condesa de Montijo, VII marquesa de Valderrábano, V condesa de Fuentidueña, etc. Sucedió:
- Pedro María Jordán de Urriés y Fuenbuena (Zaragoza, 7 de octubre de 1770-Lerin, 10 de octubre de 1810),[14] VIII conde de San Clemente,[15] III marqués de Ayerbe, grande de España,[16] VI marqués de Rubí, IV marqués de Lierta, XVI barón de Torellas, gran cruz de Carlos III y gentilhombre de cámara con ejercicio y mayordomo mayor del rey Fernando VII de España.[15] Era hijo de Pedro Vicente Jordán de Urríes y Pignatelli, II marqués de Ayerbe, y de su primera esposa, María Ramona Fuenbuena y Montserrat.[17]

Casó en primeras nupcias, el 21 de septiembre de 1789, en Madrid, con María Nicolasa de Palafox y Silva (1760-1795). Contrajo un segundo matrimonio con María Juana Bucarelli y Bucarelli, hija de los marqueses de Vallehermoso. Sucedió su hijo del primer matrimonio:
- Pedro Ignacio Jordán de Urríes Palafox y Fuenbuena (Zaragoza, 31 de julio de 1791-16 de mayo de 1842), IX conde de San Clemente,[15] IV marqués de Ayerbe, grande de España,[16] VII marqués de Rubí, V marqués de Lierta, XVII barón de Torellas, gran cruz de Carlos III, caballero de la Orden de Calatrava y maestrante de Valencia.[15]

Casó, el 10 de noviembre de 1821, en Bilbao, con María Luisa de Salcedo y Urquijo. Sucedió su hijo:
- Juan Nepomuceno Jordán de Urríes y Salcedo (Barcelona, 2 de abril de 1825-Zaragoza, 17 de abril de 1863),[19] X conde de San Clemente,[15] V marqués de Ayerbe,[16] grande de España, VIII marqués de Rubí, VI marqués de Lierta, XIV barón de Torellas, caballero de la Orden de Calatrava, maestrante de Zaragoza, gran cruz de la Orden de Carlos III, diputado a cortes por Zaragoza, senador por derecho propio y gentilhombre con ejercicio y servidumbre.[15]

Casó, el 10 de abril de 1850, en Madrid, con Juana María de la Encarnación Ruiz de Arana y Saavedra, hija de los condes de Sevilla la Nueva, dama de la reina y dama noble de la reina María Luisa. Sucedió su hijo:
- Juan María Nepomuceno Jordán de Urríes y Ruiz de Arana (Zaragoza, 21 de febrero de 1851-Madrid, 11 de mayo de 1908),[20] XI conde de San Clemente,[21][a] VI marqués de Ayerbe,[16] grande de España, IX marqués de Rubí, VII marqués de Lierta, gran cruz de la Orden de Carlos III y de la Orden de Isabel la Católica, diputado por Zaragoza, académico de bellas artes, embajador en Portugal, vicepresidente del Senado, historiador y bibliófilo.[21]

Casó, el 29 de septiembre de 1874, con Caralampia María del Pilar Méndez-Vigo y Arizcún, VIII condesa de Santa Cruz de los Manueles. Sucedió su sobrino, hijo de Ramón Jordán Ruiz de Arana (1862-1924), XVIII vizconde de Roda, senador por Cáceres y caballero de la Orden de Calatrava, y de su esposa, Matilde de Ulloa y Calderán, dama noble de la reina María Luisa:
- Ramón Jordán de Urríes y Ulloa (Madrid, 1893-1961), XII conde de San Clemente[24][25] y XIX vizconde de Roda.

Casó con María de la Almudena Martínez de Galinsoga y Rolland (1913-1992). En 1961, sucedió su nieto, hijo de Juan Nepomuceno Jordán de Urríes y Méndez Vigo, IX conde de Santa Cruz de los Manueles, VIII marqués de Lierta y caballero de Santiago, quien casó en Lisboa el 20 de febrero de 1899, con María Antonia Orta Vieira de Magalhães (Lisboa, 21 de mayo de 1878-Madrid, 1 de mayo de 1972):
- Jacobo Jordán de Urríes y Vieira de Magalhães (Lisboa, 24 de octubre de 1899-28 de octubre de 1990),[27] XIII conde de San Clemente,[28]  VII marqués de Ayerbe,[16] marqués de Novallas y marqués de Rubí.

Casó, el 2 de septiembre en Torres Novas, en la quinta de los marqueses de Foz, con María Margarida de Castelo-Branco y Guedes Cabral (1908-1990), hija de José Ignacio de Loyola de Castelo-Branco Correia e Cunha de Vasconcelos e Sousa, X conde de Pombeiro, XI vizconde de Castelo Branco, IV marqués de Belas, gran cruz de la Orden de Isabel la Católica, y de María Margarida Tomasia Guedes Cabral Correia Queirós, hija de Tristán Guedes Correia de Queirós, I marqués de Foz y de su segunda esposa, María Cristina Silva Cabral, hija de los II condes de Cabral en Portugal. Sucedió, por cesión, su hija en 1963:
- María Margarida Jordán de Urríes y Castelo-Branco (n. Madrid, 1 de diciembre de 1931), XIV condesa de San Clemente,[31] VIII marquesa de Ayerbe[16] y XII marquesa de Rubí.[15]

Casó, el 24 de febrero de 1962, en la iglesia de Santa María de Belém, Lisboa, con José María Cubillo y Saavedra (n. 6 de junio de 1931). En 1994, sucedió, por cesión, su hijo:
- Juan Álvaro Cubillo y Jordán de Urríes (n. Madrid, 20 de diciembre de 1963), XV conde de San Clemente.[34]